# Sistemas de monitorización y control
Los sistemas de monitorización y control son sistemas capaces de obtener información del entorno donde se despliegan para su posterior análisis. Con base en este análisis, realizan las acciones pertinentes. Para obtener la información de su entorno hacen uso de una red de sensores y/o controladores. Estos sistemas se pueden clasificar en dos tipos:
- Los sistemas de monitorización, que permiten hacer un seguimiento de los valores recopilados por todos los sensores que forman la red. Estos sistemas de monitorización dispondrían de una interfaz para visualizar los datos capturados en la pantalla de nuestro ordenador, teléfono móvil o PDA. También se podrían obtener estadísticas, gráficas, realizar consultas a un historial de datos, etc. Se puede decir que este tipo de sistemas son pasivos ya que el análisis de los datos y posterior control lo realiza el personal competente.
- Los sistemas de control: permiten, una vez recopilada y analizada la información del entorno, la puesta en funcionamiento de las acciones más adecuadas. Se puede decir que estos tipos de sistemas, son reactivos, ya que el análisis de los datos y posterior control se realiza de forma automática.

Los sistemas de monitorización y control requieren un sistema de comunicación para integrar todos los componentes que lo constituyen. Los sistemas de comunicación pueden ser diversos:
- Cableados: comunicación serial del tipo RS-485 o RS-232
- Inalámbricos: comunicación por radiofrecuencia, con sistemas de comunicación LoRa, WiFi, celular (GSM, 3G, 4G o 5G) e incluso satelital.
- O bien, puede tratarse de una combinación de ambos.

- Datos: Q1924376